# Amedeo I di Neuchâtel
Amedeo I di Neuchâtel, co-reggente di Neuchâtel (Neuchâtel, 1250 – Neuchâtel, 3 febbraio 1288), è stato un nobile svizzero.

## Biografia
Figlio del conte Rodolfo III di Neuchâtel e di sua moglie, Sibilla di Montbéliard, Amedeo I fu coreggente della contea di Neuchâtel dalla morte del padre nel 1263 sino al 3 febbraio 1288, anno della sua morte. La quota della signoria paterna che gli spettò viene accuratamente definita in un documento dell'8 agosto 1270.

## Matrimonio e figli
Amedeo I sposò nel 1270 Giordana, signora di Belmont, figlia di Aimone I di La Sarraz, dalla quale ebbe i seguenti figli: · 
- Rodolfo IV[3], detto Rollin, (25 settembre 1274 - tra il 1 ed il 23 marzo 1343), signore di Neuchâtel,
- Guglielmina[4], (1260 - 1317), contessa di Montbéliard, sposò nel 1282 Rinaldo di Chalon,
- Alice[5], sposò nel 1329 Ulrico de Porta,
- Margherita, (? - 1331), sposò Giovanni di Blonay,
- Sibilla[6],
- Agnese[6], (? - 1344), religiosa del Salvatore
- Nicole[6], religiosa a Baume.